# Madeleine Albright
Madeleine Albright (Prága-Smíchov, 1937. május 15. – Washington, 2022. március 23.) amerikai politikus, az Egyesült Államok első női külügyminisztere 1997 és 2001 között.

## Élete
1937. május 15-én született Prágában Marie Jana Körbelová néven. Apja diplomata volt, Madeleine születése idején a belgrádi csehszlovák nagykövetségen dolgozott mint sajtóattasé. Mivel apja, Josef Körbel jó kapcsolatban állt Edvard Beneš elnökkel, Csehszlovákia német megszállása után menekülniük kellett. A második világháború idején Nagy-Britanniában éltek, majd Josef Körbelt Csehszlovákia jugoszláviai nagykövetévé nevezték ki, így Belgrádba költöztek. 
A csehszlovákiai kommunista hatalomátvétel után az Amerikai Egyesült Államokba emigráltak. 1957-ben lett amerikai állampolgár. 1955-től 1959-ig a Wellesley Egyetem történelem szakos hallgatója volt. 1959. június 11-én férjhez ment Joe Albright újságíróhoz. Három gyermekük született: Anne Korbel, Alice Patterson és Katharine Medill. 1976 májusában doktori címet szerzett a Columbia Egyetemen. 1983. január 31-én elvált Albrighttól.

## Politikai pályája
1976-ban Edmund Muskie szenátor törvényhozási főtanácsadója lett. 1978-tól 1981-ig a korábbi tanára, Zbigniew Brzezinski irányítása alatt álló Nemzetbiztonsági Tanácsban dolgozott. 1984-ben és 1988-ban külpolitikai főtanácsadóként segítette Walter Mondale és Geraldine Ferraro, illetve Michael Dukakis elnökválasztási kampányát. 1993-ban kinevezték az Egyesült Államok ENSZ-nagykövetének, majd 1997-ben, Bill Clinton elnöksége idején az USA külügyminisztere lett.

## Magyarul megjelent művei
- Egy bevándorló külügyminiszter emlékiratai; ford. Tábori Zoltán, Hajdú András; Geopen, Bp., 2004

## Fordítás
- Ez a szócikk részben vagy egészben  a   Madeleine Albright című angol Wikipédia-szócikk fordításán alapul.  Az eredeti cikk szerkesztőit annak laptörténete sorolja fel. Ez a jelzés csupán a megfogalmazás eredetét és a szerzői jogokat jelzi, nem szolgál a cikkben szereplő információk forrásmegjelöléseként.